# Playa del Cotobro
La playa Cotobro está situada en el municipio español de Almuñécar, en la provincia de Granada, comunidad autónoma de Andalucía. Posee una longitud de alrededor de 338 metros y un ancho promedio de 17 metros.